# Acacia fusicarpa
Acacia fusicarpa é uma espécie de leguminosa do gênero Acacia, pertencente à família Fabaceae.